# Кампаняно ди Рома
Кампаня̀но ди Ро̀ма (на италиански: Campagnano di Roma) е град и община в Централна Италия, провинция Рим, регион Лацио. Разположен е на 270 m надморска височина. Населението на общината е 11 329 души (към 2013 г.).